# Urotropis propinqua
Urotropis propinqua är en mångfotingart som först beskrevs av Carl Oscar von Porat 1893.  Urotropis propinqua ingår i släktet Urotropis och familjen Spirostreptidae. Inga underarter finns listade i Catalogue of Life.